# Islamofobi i media
Islamofobi i media avser negativ bevakning av islamrelaterade ämnen, muslimer eller araber av medier på ett sätt som är fientligt, osant och/eller vilseledande. Islamofobi definieras som "intensiv ogillande eller rädsla för islam, särskilt som en politisk kraft; fientlighet eller fördomar mot muslimer", och studiet av hur och i vilken utsträckning media främjar islamofobi har varit föremål för mycket akademisk och politisk diskussion.
Diskussioner om islamofobi i media handlar vanligtvis om retorikmönster som används antingen av en specifik utlåtandekanal eller av massmedier i ett visst land eller område, såsom USA eller Europa. Exempel på detta inkluderar oproportionerligt negativ bevakning av islam jämfört med andra religioner, associering av muslimer med terrorism, framställning av islam och dess anhängare som våldsamma eller primitiva, och uteslutning av muslimska perspektiv från politisk och akademisk diskussion, bland andra ämnen. I sin tur ifrågasätter svaren på diskussioner om medieislamofobi ofta frekvensen, allvaret och effekten av retorik som anses vara islamofobisk, vad som i praktiken utgör islamofobi och de politiska motiven bakom diskussioner om islamofobi.

## Historisk kontext
Vissa forskare pekar på den iranska revolutionen 1979 som en utgångspunkt för islamofobi i USA. Det kan bero på det växande inflytandet från politisk islam runt samma period. I sin bok, The Modern Middle East, noterar författaren Mehran Kamrava att "den ökade populariteten och spridningen av politisk islam kan spåras till 1980-talet och ännu tidigare, då en allmän trend i politiseringen av islam började svepa över Mellanöstern efter den arabiska 'segern' i kriget 1973 och den iranska revolutionens framgång." Andra anser att islamofobi förekommer i USA långt tidigare. Vissa tror också att fenomenet islamofobi är en psykologisk försvarsmekanism som sprids via massmedia likt ett virus. Oavsett detta förvärrades negativa mediebilder av muslimer på 1980- och 1990-talen av rapportering om islam och muslimer som förlitade sig på Samuel Huntingtons idé från 1993 om en "civilisationssammandrabbning" som ramverk; en idé som "amerikanska medier var alltför redo att omfamna efter kommunismens fall i slutet av 1990-talet".

## Islamofobi i media
Enligt Nathan Lean, chefredaktör för Aslan Media och forskare vid Georgetown University, spelar media en viktig roll i att främja islamofobi över hela världen. Enligt Elizabeth Poole i Encyclopedia of Race and Ethnic Studies har media kritiserats för att ha spridit islamofobi. Hon citerar en fallstudie som undersöker ett urval av artiklar i brittisk press från mellan 1994 och 2004, vilken drog slutsatsen att muslimska synpunkter var underrepresenterade och att frågor som rörde muslimer vanligtvis framställde dem i en negativ dager. Sådana skildringar, enligt Poole, inkluderar skildringen av islam och muslimer som ett hot mot västerländsk säkerhet och värderingar. Benn och Jawad skriver att fientlighet mot islam och muslimer är "nära kopplad till medias framställningar av islam som barbarisk, irrationell, primitiv och sexistisk."
En studie från 2011 hävdar att detta är något som syns i två stora tidskrifter, Newsweek och Time, som har bevakat relationerna mellan USA och Afghanistan under det senaste decenniet. Båda dessa publikationer distribuerade tjugo ledande artiklar som visade cirka 57 % negativ bevakning av aktuella händelser i Afghanistan, cirka 37 % neutral bevakning och endast cirka 6 % var positiv information. Detta negativa innehåll bestod ofta av överdrivet omnämnande av Al-Qaida och talibanerna, misshandel av kvinnor, rekrytering av terrorister etc. Många studier bekräftade att den frekventa upprepningen av ett faktum kan övertyga människor om det även om det är felaktigt, och detta kallas illusorisk sanningseffekt.
En studie från 2014 har visat att över tre fjärdedelar av människor i västerländska samhällen förlitar sig på massmedia, främst tv, som sin primära informationskälla om islam och muslimer.
År 2018 slutförde The Washington Post en studie för att undersöka tidningarnas bevakning av muslimer jämfört med katoliker, judar och hinduer. Studien etablerade först en baslinje för neutralitet genom att analysera 48 000 tidningar från olika amerikanska tidningar mellan 1996 och 2015. Därefter analyserade studien 850 000 artiklar, varav cirka 28 % nämnde ”muslim” eller ”islam”, cirka 41 % nämnde ”katolsk”, cirka 29 % nämnde ”jude” och cirka 2 % nämnde ”hindu”. Denna studie fann att 78 % av alla artiklar som nämnde ”muslim” eller ”islam” var negativa i jämförelse ”med endast 40 procent av dem om katoliker, 46 procent om judar och 49 procent om hinduer”. Studien filtrerade ytterligare innehållet genom att korsreferera till artiklar som inkluderade ”terrorism”, ”extremism”, ”radikalism”, ”fundamentalism” eller ”fanatism” ”eller deras varianter”. Detta avslöjade att artiklar som innehåller ord som rör terrorism och extremism är mer negativa än de som inte gör det. Emellertid var 69 % av artiklarna som inte innehåller referenser till terrorism och extremism fortfarande negativa. När studien tog bort artiklar som nämnde ett främmande land ”är 54 procent negativa, jämfört med endast 37 procent av artiklarna om katoliker, 36 procent av artiklarna om judar och endast 29 procent av artiklarna om hinduer under liknande förhållanden”.
De brittiska forskarna Egorova och Tudor citerar europeiska forskare som menar att uttryck som används i media, såsom "islamisk terrorism", "islamiska bomber" och "våldsam islam", utan att använda samma termer om icke-muslimer, har resulterat i en negativ uppfattning om islam.
Det har också funnits exempel inom filmindustrin där muslimer ofta förknippas med terrorism, som till exempel i filmen The Siege från 1998.

### USA
Enligt en analys från 2021 är medias "bevakning av muslimer slående negativ enligt alla jämförande mått. Muslimska artiklar är negativa i förhållande till de som berör katoliker, judar eller hinduer, och i förhållande till de som nämner marginaliserade grupper inom USA, så olika som afroamerikaner, latinamerikaner, mormoner och ateister."
År 2011 publicerade Center for American Progress Fear, Inc.: The Roots of the Islamophobia Network in America. Målet med rapporten var att avslöja de organisationer, forskare, experter och aktivister som utgjorde ett nätverk som ägnade sig åt att sprida desinformation och propaganda om amerikanska muslimer och islam.
Rapporten fann att sju välgörenhetsstiftelser spenderade 42,6 miljoner dollar mellan 2001 och 2009 för att stödja spridningen av antimuslimsk retorik. Ansträngningarna från en liten kader av finansiärer och desinformationsexperter förstärktes av en ekokammare bestående av religiös höger, konservativa medier, gräsrotsorganisationer och politiker som försökte introducera ett marginellt perspektiv på amerikanska muslimer i den offentliga debatten.
En Gallupundersökning från 2010 har till och med visat att cirka 43 % av amerikanerna uppgav att de känner någon form av fördomar mot muslimer, medan den religiösa gruppen i sig utgör en av de minsta befolkningarna i hela landet. Detta indikerar att individer har utvecklat starka åsikter om denna grupp människor baserat på vad som i stor utsträckning har visats i media, vilket ofta har visat sig vara negativ information.
En rapport från University of California Berkeley och Council on American–Islamic Relations uppskattade att $206 million finansierades till 33 grupper vars primära syfte var "att främja fördomar mot eller hat mot islam och muslimer" i USA mellan 2008 och 2013, med totalt 74 grupper som bidrog till islamofobi i USA under den perioden. Detta har kallats för "islamofobiindustrin" av forskarna Nathan Lean och John Esposito.

#### Fox News
År 2014 sa Vox Medias redaktör Max Fisher att Fox News bara är en liten del av islamofobin i amerikanska medier. År 2015 utfärdade Fox News en ursäkt för och rättelse av falska påståenden om att formella "no-go-zoner" existerade i England och Frankrike, där regeringen hade avstått kontrollen till muslimer. År 2009 publicerade Dr Fred Vultee en analys av Fox News som försökte utforska mediebolagets metoder genom prismat av Edward Saids koncept orientalism; metoderna "skapar en ideologisk central plats för en unikt hotfull bild av islam." Denna bild är en av ett rationellt, progressivt väst i ständig och oförsonlig konflikt med ett irrationellt, efterblivet öst. I sin studie hävdar Vultee att "den diskurs Fox skapar med sin publik bidrar till att lägga en grund för polariserad kommentar och legitimera stöd för ett gränslöst krig mot det okända." Som en del av sin undersökning analyserade Vultee innehållet på foxnews.com från 2007 till 2009. Enligt hans forskning:
Ett besök vilken dag som helst på Fox News Channels webbplats kommer sannolikt att erbjuda ytterligare en pusselbit i ett olycksbådande pussel: det hotande hotet från islam mot allt som västvärlden håller kärt. Det finns naturligtvis ett väpnat hot i Afghanistan och Irak och möjligen så nära som köpcentret. Men det finns också en kulturell fara som hotar hela Europa, som förföljer kaféer och klassrum, som äventyrar enskilda barn och hela hälso- och sjukvårdssystem med sina oåterkalleliga krav, som hatar Barbie och Alla hjärtans dag och till och med de tre små grisarna. Och även medan västvärlden ser på har de gått om oss som världens största religion.
Fox News skapar inte nödvändigtvis pusselbitarna. Mycket av deras innehåll och bevakning kommer från Associated Press eller tillskrivs någon av tidningarna som tillhör den brittiska grenen av Rupert Murdochs News Corp – The Times, The Sun och The Sunday Times. "Vad Fox gör är att agera som en sammanställare – en informationscentral för oberoende och ofta ganska oansenliga händelser som tillsammans skapar en tydlig ideologisk dialog med sin publik om hur man ska förhålla sig till och tolka den islamiska världen."
I februarinumret 2014 av International Communication Gazette publicerade Dr Christine Ogan och hennes kollegor en artikel med titeln "The rising of anti-muslim prejudice: Media and Islamophobia in Europe and the United States" (Ökningen av anti-muslimska fördomar: Media och islamofobi i Europa och USA). I sin analys av olika opinionsundersökningar noterar forskarna:
Empiriska bevis för en sådan möjlig växelverkan mellan mediebevakning och latenta antimuslimska känslor ökar. En studie som analyserade Fox News-tittarnas antimuslimska känslor rapporterade till exempel att 60 % av de republikaner som litade mest på Fox News också tror att muslimer försökte införa sharialagar i USA. Och som vi rapporterade tidigare tenderar de som litar mest på Fox News också att tro att islamiska värderingar är oförenliga med amerikanska värderingar (68 %). Den procentandelen är lägre för dem som litar mest på CNN (37 %) eller offentlig television/nya [media] (37 %).
Forskarna hävdade vidare att:
Eftersom mediebevakningen av muslimer och islam sannolikt formar åsikterna hos dem som har begränsad eller ingen kontakt med denna religion och dess folk, är det viktigt att analysera de potentiella samband som dessa medieskildringar kan ha med människors attityder till islam i allmänhet och muslimer i synnerhet.

### Europa
År 2015 genomförde ENAR (European Network Against Racism) forskning och fann att muslimska kvinnor ofta framställs som en förtryckt grupp av media. Enligt rapporter framställs bärandet av hijab eller andra religiösa kläder som en form av kränkning av kvinnors rättigheter av nyhetsbyråer, vilket sätter islam som religion i negativ dager. Genom sociala medieplattformar som Facebook och Twitter är muslimska kvinnor ofta måltavlor för övergrepp, sexistiska förolämpningar och hatpropaganda. Enligt rapporterna var 90 % av offren för islamofobiska incidenter i Nederländerna som rapporterades till Meld Islamophobia muslimska kvinnor år 2015. Rapporten nämner också att 64 % av den brittiska allmänheten får information om islam via massmedia, vilket kan förklara varför allmänheten uppvisar känslor av fientlighet mot den muslimska befolkningsgruppen, särskilt kvinnor.
Enligt "European Islamophobia Report 2018", som publicerades av den turkiska tankesmedjan Foundation for Political, Economic and (SETA) i Anadolu Agencys nyhetsbrev, har nyhetsmedierna i Europa minimalt med nyheter som gynnar muslimska grupper. Enligt forskning utförd av City University i London är endast 0,5 % av journalisterna i Storbritannien muslimer, och därmed kan underrepresentationen av muslimska journalister vara en avgörande orsak till bristen på positiv nyhetsbevakning när det gäller muslimska grupper. Dessutom nämnde rapporten att det islamofobiska språkbruket i politikers hatpropaganda också skulle kunna påverka hur muslimer uppfattas i européernas ögon.
En artikel av Jan Kovar i UNYP Newsletter (University of New York i Prag) anger att under migrationskrisen i Europa (2013-2016) framställdes muslimska migranter som ett säkerhetshot mot landet i 77 % respektive 67 % av nyhetsartiklarna om krisen som publicerades av myndigheter på tjeckiska respektive slovakiska, vilket ledde till att deras samhälle upplevde antagonism.
Miqdaad Versi från The Independent lämnade in ett klagomål när Daily Star publicerade rubriken "Brittiska moskéer samlar in pengar för terror", eftersom det var vilseledande för allmänheten. Efter detta klargjorde tidningen sitt fel genom att hävda att de brittiska moskéerna faktiskt "inte var inblandade på något sätt".

### Storbritannien
År 2008 skrev Peter Oborne från The Independent att brittiska tabloider som The Sun tenderar att lyfta fram brott som begåtts av muslimer på ett otillbörligt och oproportionerligt sätt. År 2013 sa den brittiske muslimske historikern Humayun Ansari att politiker och media fortfarande underblåser islamofobi.
Brittiska medier var beroende av historiska arketyper och samtida stereotyper och att ett sådant beroende hade haft en negativ inverkan på hur muslimer framställs. Även om den konstaterade att mediernas roll och inverkan var både omtvistad och diskutabel, och att den inte kunde hitta bevis för att medierapporter direkt hade orsakat våldshandlingar, drog den slutsatsen att mediernas inverkan inte borde avfärdas.
Det kommer att hävdas att muslimer betraktas som och framställs som "icke-brittiska". Detta återspeglar tidigare forskning om nationell identitet i Storbritannien som menar att icke-vita minoritetsgrupper i Storbritannien betraktas som icke-brittiska. Denna oro kring vem som är "britt" kan förstås i relation till hur minoritetsgrupper behandlas i media.
John E. Richardsons bok från 2004, Missrepresenting Islam: the racism and rhetoric of British broadsheet newspapers, kritiserade brittiska medier för att sprida negativa stereotyper om muslimer och underblåsa antimuslimska fördomar. I en annan studie utförd av John E. Richardson fann han att 85 % av de etablerade tidningsartiklarna behandlade muslimer som en homogen massa som framställdes som ett hot mot det brittiska samhället.

### Tyskland
I Tyskland uppgav journalister, analytiker och grupper som representerar minoriteter och muslimer att tyska medier i viss mån har förbättrats i sin representation av muslimska grupper och islam.
Uppfattningen om muslimska minoriteter förändrades markant mot en mer negativ syn efter 9/11, och att ta itu med de resulterande problemen har visat sig vara utmanande inte bara i USA utan även i Europa. I Thilo Sarrazins bok från 2010, Deutschland schaft sich ab (Tyskland gör sig självt) nämndes den tyska politikern och tidigare styrelseledamoten i Deutsche Bundesbanks populära bok, Deutschland schaft sich ab (Tyskland gör sig självt) om den upplevda bristen på integration bland muslimer och antyddes till och med att muslimska invandrare var mindre intelligenta än infödda tyskar.
Muslimska och invandrargrupper i Tyskland, såsom det tyska muslimska centralrådet (Zentralrat der Muslime in Deutschland), har gjort omfattande uppsökande verksamhet till tyska medier. Deras ansträngningar syftar till att förbättra den offentliga bilden av islam och muslimer samtidigt som de utbildar journalister och därmed omformulerar den pågående diskussionen.

## Sociala medier
Enligt The Social Network of Hate: Inside Facebook's Walls of Islamophobia, av den brittiske akademikern Imran Awan, hade Awan själv gått igenom 100 olika Facebooksidor online där han hittade "494 specifika fall av hatpropaganda online riktad mot muslimska grupper." De fem vanligaste formerna av övergrepp var:
1. att muslimska kvinnor var ett säkerhetshot (15 %)[41]
2. att muslimer borde deporteras (13 %)[41]
3. att muslimer var potentiella terrorister (12 %)[41]
4. att muslimer var i krig med icke-muslimer (11 %)[41]
5. att muslimer var våldtäktsmän (9 %)[41]

År 2016 skapade Facebook en ny uppförandekod i Europa som syftade till att minska hatpropaganda som används på webbplatsen.
Facebooks policychef för Indien och Syd- och Centralasien rapporterades ha förhindrat Facebooks åtgärder mot antimuslimskt innehåll och stöttat det hindunationalistiska Bharatiya Janata Party (BJP) i interna Facebook-meddelanden.
År 2020 åsidosatte Facebooks chefer sina anställdas rekommendationer om att en BJP-politiker skulle förbjudas från webbplatsen för hatpropaganda och retorik som kunde leda till våld. Han hade sagt på Facebook att rohingya-muslimska invandrare borde skjutas och hotat med att förstöra moskéer. Nuvarande och tidigare Facebook-anställda berättade för The Wall Street Journal att beslutet var en del av ett mönster av favoritism från Facebooks sida gentemot BJP i deras strävan efter mer affärer i Indien. Facebook vidtog inte heller några åtgärder efter att BJP-politiker publicerade inlägg där de anklagade muslimer för att avsiktligt sprida COVID-19, sade en anställd.
Samma år började Delhiförsamlingen utreda om Facebook bar skulden för de religiösa upploppen i staden 2020 och hävdade att de hade funnit Facebook "prima facie skyldigt till en roll i våldet". Efter en kallelse från en kommitté i Delhis församling ifrågasatte Facebook Indias vice ordförande och verkställande direktör Ajit Mohan kommittén med hänvisning till att "rätten att tystna" är en dygd i nuvarande "bullriga tider" och att lagstiftaren inte hade någon befogenhet att granska honom i ett fall som rör lag och ordning.
Karen White, chef för offentlig politik i Europa och Twitter, uttalade att "Hatiskt beteende hör inte hemma på Twitter och vi kommer att fortsätta att ta itu med denna fråga direkt tillsammans med våra partners inom industrin och civilsamhället. Vi är fortsatt fast beslutna att låta tweets flöda. Det finns dock en tydlig skillnad mellan yttrandefrihet och beteende som uppmuntrar till våld och hat."

## Brist på representation
Vissa har noterat att få muslimer är representerade i media när man diskuterar politik som direkt påverkar muslimer. År 2017 sammanställde journalister på Media Matters en lista över gäster som bjöds in till tre amerikanska kabelnyhetsprogram (CNN, Fox News, MSNBC) under veckan 30 januari till 5 februari för att diskutera president Trumps kontroversiella exekutivorder 13769, som skulle förbjuda invandring från sju länder med muslimsk majoritet. De fann att av de 176 gäster som var inbjudna att diskutera frågan var mindre än 8 % muslimer. År 2014 noterade palestinska aktivister ett liknande mönster med underrepresentationen av palestinska gäster på kabelnyheter under konflikten mellan Israel och Gaza 2014.
Mainstreammediernas oförmåga att uppfylla sina skyldigheter hade stora effekter på muslimska samhällen. "Kriget mot terrorismen" berövade muslimer alla kanaler för att uttrycka sig, vilket i sin tur förvärrar framväxten av "extremism".
En undersökning av journalister från City, University of London i december 2015 visade en underrepresentation av muslimer inom området i Storbritannien. Endast 0,4 % av brittiska journalister identifierade sig som muslimer eller hinduer, 31,6 % var kristna och 61,1 % hade "ingen religion".

## Oproportionerlig täckning
En studie från 2017, utförd av studenter vid Georgia State University, drog slutsatsen att "om man kontrollerade för måltyp, dödsfall och arrestering, fick attacker av muslimska förövare i genomsnitt 449 % mer bevakning än andra attacker."
Universiteten i Georgia och Alabama i USA genomförde en studie som jämförde mediebevakningen av "terroristattacker" begångna av islamistiska militanter med den som utförs av icke-muslimer i USA. Forskare fann att "terroristattacker" av islamistiska militanter får 357 % mer medieuppmärksamhet än attacker begångna av icke-muslimer eller vita. Terroristattacker begångna av icke-muslimer (eller där religionen var okänd) fick i genomsnitt 15 rubriker, medan de som begåtts av muslimska extremister fick 105 rubriker. Studien baserades på en analys av nyhetsrapporter om terroristattacker i USA mellan 2005 och 2015.
Trots populära medieframställningar av muslimer som förövare av terrorism, har studier visat att de också är dess främsta offer över hela världen.[källa behövs] En studie utförd av en fransk icke-statlig organisation fann att 80 % av offren för terrorism är muslimer.

## Mediepersonligheter
Vissa mediepersonligheter förknippas med att upprätthålla islamofobiska perspektiv.
I The Guardians dödsannons för den italienska journalisten Oriana Fallaci beskrevs hon som "ökänd för sin islamafobi".

## Arabofobi
Efter händelserna den 11 september, som samordnades av den islamiska terroristorganisationen al-Qaida, har mediernas intresse för islam och det muslimska samfundet varit betydande men ansetts vara djupt problematiskt av vissa. Inom några minuter efter att flygplan kraschade in i tvillingtornen i New York hade "muslim" och "terrorism" blivit oskiljaktiga. Många forskare ansåg att händelserna den 11 september framhävde en tydlig ton av hysteri, frenetisk och dåligt informerad rapportering och en allmän försämring av journalistiska standarder vad gäller diskussioner om islam och muslimer. Medan andra säger att de fördomar som präglar medias bevakning av islam inte är en produkt av ett fenomen efter 9/11, och inte heller är de enbart baserade på felinformation. Snarare går rötterna till denna partiskhet tillbaka till utvecklingen av en anti-islamisk orientalistisk diskurs, som konstituerade västvärldens identitet och fortsätter att forma dess diskurs. Denna diskurs utgår från idén om västerländsk överlägsenhet och "restens underlägsenhet". Detta beror på att väst har demokrati, rationalism och vetenskap medan "resten" inte har det. Västvärlden har mognat medan "resten" är beroende av "västvärlden". Den framlidne Edward Said behandlade denna orientalistiska partiskhet utförligt i sin bok Covering Islam: How the media and the experts determine how we see the rest of the world.
Rädslan för muslimer har intensifierats sedan attackerna. Media framställer islam som en folkras som är direkt förknippad med våld. I offentliga diskussioner och i media framställs muslimer oftast som ett monolitiskt block, en sluten och enad grupp människor som är helt annorlunda från eller till och med skrämmande och fientligt inställda till ett likaledes slutet "Väst", som är kristet, sekulärt, liberalt och demokratiskt. Beskrivningen av muslimerna och västvärlden som två kontrasterande och motsägelsefulla poler leder till en dualistisk förståelse av relationerna, där man bortser från många fina distinktioner och undantag. Den så kallade risken för araber har genomgående hajpats upp av mediakanalerna i en sådan utsträckning att västerlänningar nu bara ser muslimer i kontexten av någon som är en motståndare till den demokratiska världsordningen och moderniseringen.

### Statistik över arabofobi
När muslimer och islam diskuteras på nyhetskanaler handlar det ofta om "kriget mot terrorismen".
| Skildring av araber på amerikanska nyhetskanaler |          |                |                 |            |       |
| Problem                                          | Fox News | Specialrapport | Larry King Live | Sen utgåva | Total |
| Konst och kultur                                 | 0        | 0              | 0               | 0          | 0     |
| Kris (socioeko)                                  | 4        | 19             | 3               | 4          | 30    |
| Utveckling                                       | 0        | 0              | 0               | 0          | 0     |
| Mänskliga rättigheter                            | 0        | 1              | 0               | 0          | 1     |
| Internationella relationer                       | 0        | 1              | 0               | 0          | 1     |
| Religion                                         | 0        | 3              | 2               | 0          | 5     |
| Politik                                          | 6        | 9              | 5               | 12         | 32    |
| Krig mot terrorismen                             | 13       | 10             | 14              | 13         | 50    |
| Total                                            | 23       | 43             | 24              | 29         | 119   |

## Respons
Vissa medier arbetar uttryckligen mot islamofobi, och ibland anklagas regeringen för att konspirera. År 2008 publicerade Fairness and Accuracy in Reporting ("FAIR") en studie med titeln "Smercasting, How Islamophobes Spread Bigotry, Fear and Misinformation". Rapporten citerar flera fall där etablerade eller nära etablerade journalister, författare och akademiker har gjort analyser som framhäver negativa egenskaper som en inneboende del av muslimers moraliska struktur. FAIR inrättade också "Forumet mot islamofobi och rasism", utformat för att övervaka bevakningen i media och etablera dialog med medieorganisationer. Efter attackerna den 11 september 2001 introducerades Islamic Society of Britains "Islam Awareness Week" och "Best of British Islam Festival" för att förbättra relationerna i samhället och öka medvetenheten om islam. År 2012 meddelade Organisationen för islamiskt samarbete att de skulle lansera en TV-kanal för att motverka islamofobi.

## Pushback
Två dagar efter att ha avslutat sin korta bok: Lettre aux escrocs de l'islamophobie qui font le jeu des racistes (Letter to the Islamophobia Frauds Who Play into the Hands of Racists) var Stéphane "Charb" Charbonnier, redaktör för Charlie Hebdo, död. Charb och 11 andra mördades den 7 januari 2015 av Chérif och Said Kouachi i deras attack mot den parisiska kontoret för den satiriska tidskriften.
Under sin tid som redaktör riktade Charlie Hebdo sin satir mot katolicismen, judendomen och radikal islam i lika stor utsträckning. I sitt sista, postuma brev avfärdar Charb alla anklagelser om att han drev en "rasistisk" eller "islamofobisk" tidskrift. "Han menar – från en vänsterorienterad, antirasistisk, militant sekulär synvinkel – att ordet 'islamofobi' är en fälla, gillrad av en ohelig allians av muslimska radikaler och den otänksamma, liberala västerländska median. Det verkliga problemet, säger han, är rasism och Charlie Hebdo var aldrig rasistisk..."

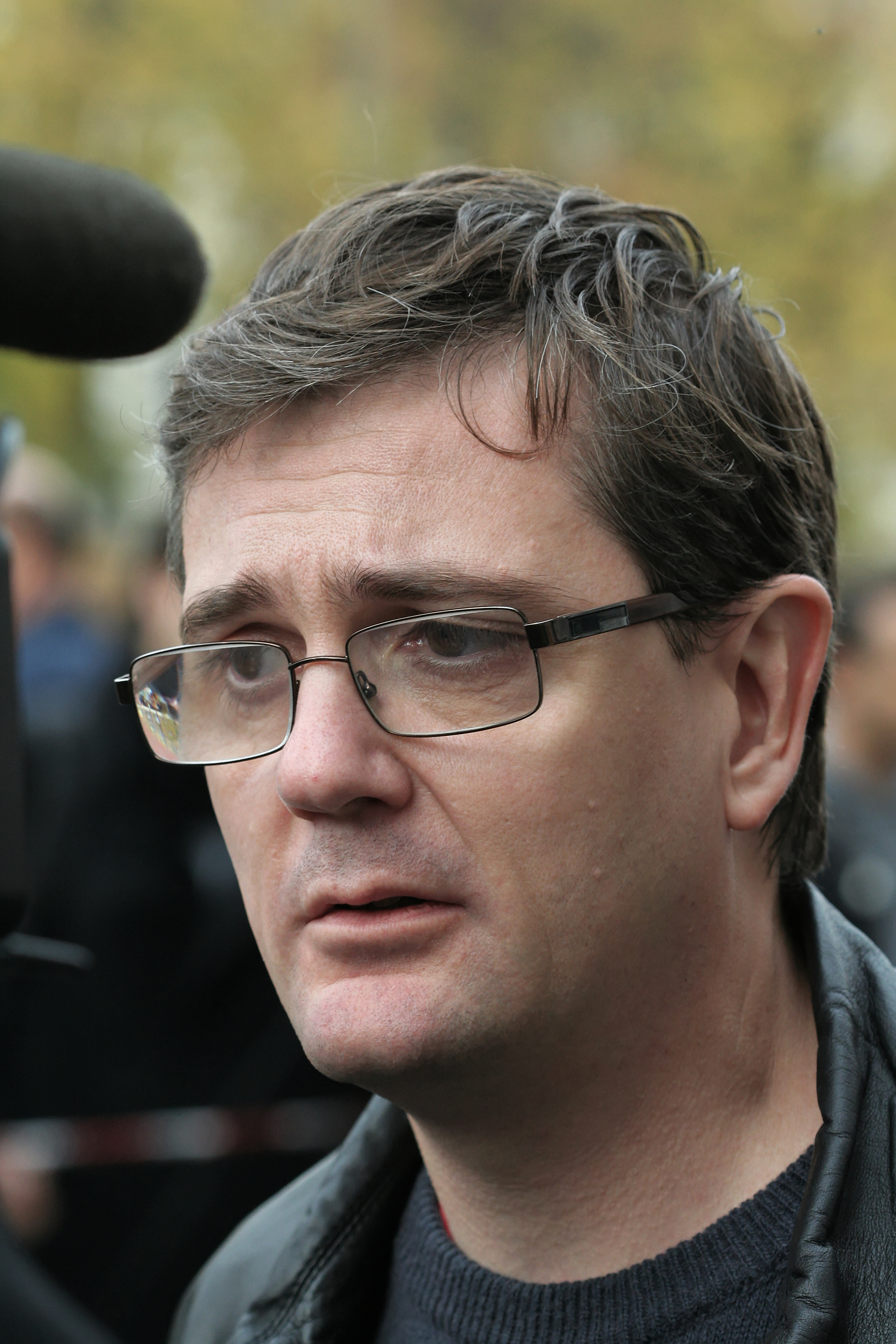
Charb den 2 november 2011

Ordet "islamofobi" är verkligen dåligt valt om det ska beskriva det hat som vissa idioter hyser mot muslimer. Och den är inte bara dåligt vald, den är farlig. Rent etymologiskt sett borde islamofobi betyda "rädsla för islam" – ändå använder uppfinnarna, förespråkarna och användarna av detta ord det för att fördöma hat mot muslimer. Men är det inte konstigt att "muslimofobi", eller bara "rasism", inte används istället för "islamofobi".
Rasistiskt språkbruk – som påtryckningsgrupper, politiker och intellektuella hade lyckats samla i utrymmet mellan främlingsfientligan munnen och hans köksdörr – har sprungit ut på gatan. Det flödar genom media och befläckar de sociala mediernas nätverk.
Så ja, vi befinner oss mitt i en explosion av rasistiskt beteende – ändå används ordet "rasism" bara försiktigt och är på väg att ersättas av "islamofobi". Och förkämparna för mångkulturalism, som försöker påtvinga begreppet "islamofobi" på rättsliga och politiska myndigheter, har bara ett mål i åtanke: att tvinga offren för rasism att identifiera sig som muslimer.
Att rasister också är islamofobiska är, är jag rädd, irrelevant. De är först och främst rasister. Genom att attackera islam riktar de in sig på utlänningar eller personer av utländskt ursprung. Men genom att bara fokusera på deras islamofobi minimerar vi faran för rasism. De antirasistiska aktivisterna från förr i tiden riskerar att bli överspecialiserade nischåterförsäljare i en minoritetsform av diskriminering.
Men varför insisterar Charlie Hebdos serietecknare, som vet att deras teckningar kommer att utnyttjas av media, av återförsäljare av anti-islamofobi, av högerextrema muslimer och nationalister, på att rita Muhammed och andra "heliga" symboler för islam? Helt enkelt för att Charlie Hebdo-teckningarna inte har den stora majoriteten av muslimer som måltavla. Vi tror att muslimer är kapabla att känna igen en ironisk kommentar.